# Leroy Cudjoe

a Compétitions nationales et continentales officielles uniquement.

b Matchs officiels uniquement.
Leroy Cudjoe, né le 7 avril 1988 à Huddersfield (Angleterre), est un joueur de rugby à XIII anglais d'origine grenadienne évoluant au poste d'arrière, d'ailier ou de centre dans les années 2000 et 2010. Il fait ses débuts professionnels en Super League avec les Giants d'Huddersfield en 2008, club auquel il reste fidèle toute sa carrière disputant notamment une finale de Challenge Cup en 2009 perdue contre Warrington. Il honore sa première sélection en équipe d'Angleterre en 2010 et compte dix sélections dont une participation à la Coupe du monde 2013.

## Palmarès
- Collectif :
  - Finaliste de la Challenge Cup : 2009 (Huddersfield).

- Individuel :
  - Nommé dans l'équipe de la Super League : 2013 (Huddersfield).